# Крупін Міша
Міша Крупін (нар. 4 травня 1981;  Харків, Україна) — український співак, музикант, автор пісень, екссоліст гурту «Корупція», резидент «Культурного десанту», волонтер.

## Біографія
Михайло Семенович Крупін народився 4 травня 1981 року в місті Харків.   
Мама інженерка, виховувала сина одна. І саме вона зауважила в синові творчий потенціал, тож уже змалку віддала сина до музичної школи. Міша Крупін закінчив навчання за класом скрипки. 
У школі Міша Крупін розвивався дуже творчо, цікавився мистецтвом, брав участь у театральних постановах. 
Згодом продовжив навчання в музичному училищі. Спочатку за спеціальністю естрадного вокалу, а потім повернувся до скрипки. 

### Музична кар'єра
Заняття класичною музикою не завадили Михайлу зануритися з головою в реп-індустрію. У 20 років він створив музичний проєкт «Дядя Вася». Однак початковим джерелом, що зародило інтерес до даного жанру музики, сам Крупін називає угруповання «Поза законом» і фестиваль «Індахаус».
Уже тоді до Міші прикріпився псевдонім «Туман». Пізніше Крупін створив колектив під назвою «cddtribe». Йому на зміну й прийшов «Дядя Вася».
Далі були місця в хіт-парадах. Трек «Старий» посів перші місця в музичних рейтингах. 
Займався написанням пісень на замовлення, зокрема один із хітів гурту NIKITA «Авокадо» створив саме Міша Крупін. 
У 2007 році розпочав співпрацю з продюсером Юрієм Бардашем.  
У період з 2008 по 2010 рік жив на три міста: Харків-Київ-Москва. 
2019-го був створений гурт «Корупція». Критики кажуть, що музика гурту написана в жанрі неошансон, проте сам Крупін не називає свою музику якимось конкретним жанром. За його словами, це поєднання блюзу, свінгу та джазу.
У 2019 році вийшов дебютний альбом «Журавли». Разом з альбомом виходить хіт «Красный бархат» і перевипуск хіта «Облака».
У 2021 році Міша Крупін та гурт «Корупція» у своєму всеукраїнському турі зіграли 28 концертів за 25 днів. Завершили епохальний тур «Красный бархат» 5 виступами в Києві за 3 дні, у концертній залі Freedom Hall. До речі, LIVE цього концерту став ТОП-релізом вересня від Apple Music.
На початку 2022 року гурт «Корупція» став номінантом на премію YUNA в номінації «Найкращий поп-гурт».
З початку повномасштабного вторгнення виконавець заявив про свою чітку проукраїнську позицію та повністю змінив свій творчий шлях. Початком його трансформації стали пісні «У нашому місті» про рідний Харків, а в мережі вірусною стала  «Їбаште», у тексті якої музикант висловив усе своє ставлення до росіян. Згодом Крупін категорично відмовився виконувати на своїх концертах російськомовні хіти та переклав їх українською. 

8 жовтня 2022 року, після підриву Кримського мосту, виходить трек  Міші Крупіна «Палає». Міша написав цей трек усього за 15 хвилин.
«Якщо хтось скаже, що я знав про цю новину заздалегідь, то про це знала вся Україна. Ми чекали, чекали і нарешті дочекалися! Коли писав пісню, я був впевнений на всі 100%, що саме так і буде», – зізнався музикант після підриву мосту.
Під час надскладної зими, 23 грудня 2022 Міша Крупін та гурт «Корупція» випускають пісню «Світло», аби підтримати дух українців під час блекаутів, які охопили Україну внаслідок російського терору. 
“Наразі світло — це те, чого бракує українцям для нормального існування. Ми годинами чекаємо, коли з’явиться електроенергія у домівці. Так, до цього дуже складно пристосуватися сучасній людині. Але треба пам’ятати, що окупанти можуть вимкнути світло у наших домівках, але вогонь у душі їм не згасити ніколи”, — говорить Міша Крупін.
7 квітня 2023 року виходить прем’єра пісні «До краю світу», яка стає справжнім хітом.  Ця пісня — сповідь, яка ділить життя на «до» та «після». У ній Міша Крупін розкриває невідому дотепер сторону своєї душі. Він просить вищі сили допомогти йому побороти труднощі та відвести до місця спокою — до краю світу. 
У YouTube кліп набирав 3,5 мільйона переглядів. 
15 червня 2023 року разом зі своїми колегами по гурту «Культурний десант» Сашею Чемеровим і Колею Сєргою Міша Крупін випустив іронічну композицію «Білгород», у якій артисти закликають жителів Білгородщини не боятися українського війська, адже саме воно врятує їх і подарує свободу. Разом із веселою піснею музиканти поділилися анімаційним кліпом, у якому присутній головнокомандувач ЗСУ Валерій Залужний.
19 липня 2023 року Міша Крупін випустив пісню «Фам Фаталь» про фатальних жінок у своєму житті, які надихають на творчість. Він підтримав жінок, які борються за свої права, є сильними та незалежними у цьому світі. Кліп на пісню також став мільйонником на просторах YouTube і набрав більше 1 мільйона переглядів. 

### Громадянська позиція
Із початком повномасштабної війни Міша Крупін чітко заявив про свою патріотичну позицію та став волонтером: він весь час організовує збори для ЗСУ, завдяки концертній діяльності купує автівки та особисто відвозить їх на передову. Допомагає з військовою амуніцією та іншими необхідними атрибутами  для наших захисників на Харківському, Запорізькому, Донецькому та інших напрямках  (бригади 72, 36, підрозділ «Кракен» та «Гуляй поле» та інші). Особливо допомагає рідному місту Харкову.   
Під час виступів Міші Крупіна та гурту «Корупція» звучить виключно україномовна програма. Крупін пише пісні на підтримку наших захисників, а також для підняття бойового духу українців. 
У жовтні та листопаді 2022 року Міша Крупін здійснив тур Україною на підтримку ЗСУ, який мав назву «У нашому місті». Під час туру були зібрані гроші для купівлі автівок та амуніції для Збройних Сил на Харківському, Миколаївському та Херсонському напрямках. Зібрали понад 300 тисяч гривень. 
Також Міша Крупін став резидентом «Культурного десанту», який займається морально-психологічною підтримкою військових. Він систематично виступає перед бійцями в деокупованих містах та на гарячих напрямках, у шпиталях та бомбосховищах.

### Долучення до війська
В лютому 2025 року Міша Крупін долучився до ЗСУ, та розпочав проходження БЗВП.

## Особисте життя
Був двічі одружений. Має сина та доньку.[джерело?]